# High Pressure (アルバム)
『High Pressure』（ハイ・プレッシャー）は、日本のロックバンド、DOPING PANDAのミニアルバム。2005年8月31日、gr8!recordsより発売。

## 解説
- 2枚目のミニアルバム。前作より3か月でのリリース。
- ミニアルバム『High』シリーズ3部作の第2弾。このシリーズは2007年発売の『High Brid』まで続く。
- 初回生産限定盤と通常盤の2形態で発売。初回盤はCD2枚組で、恵比寿リキッドルームでのライブ音源2曲を収録したボーナスCD付き。

## 収録曲
1. Naked (3:48)
2. The Fire (3:57)
本作のリード・ナンバー。PVも制作されている。
3. Selfish Morning Anniversary (4:04)
4. sea side club music (4:20)
5. Riot Against The Control (3:08)

全作詞・作曲：Yutaka Furukawa　編曲：DOPING PANDA

### 初回特典ボーナスCD 「2005.7.15@LIQUID ROOM ebisu Tour "High Fidelity Time" ONE-MAN-SHOW!!」
1. GAME (2:53)
2. Hi-Fi (4:32)

全作詞・作曲：Yutaka Furukawa　編曲：DOPING PANDA